# Plaça de la República
La plaça de la República, anteriorment anomenada de Llucmajor, es troba a la intersecció del passeig de Valldaura, el passeig de Verdum i la Via Júlia de Barcelona. Considerada popularment com el centre del districte de Nou Barris, hi conflueixen quatre barris: la Guineueta, la Prosperitat, Porta i Verdum, i l'extrem meridional del parc de la Guineueta.

## Història i descripció
L'element central de la plaça és el monument escultòric La República dedicat a Francesc Pi i Margall, obra de Josep Viladomat i Massanas el 1934. Aquest monument estava situat originalment a la plaça del Cinc d'Oros, però després de la Guerra Civil Espanyola va ser substituïda per l'escultura d'exhaltació franquista Victoria de Frederic Marès i Deulovol.
El 29 de novembre del 2015, l'Ajuntament de Barcelona va anunciar que la plaça passaria a portar el nom de de la República. El canvi oficial es va fer el 14 d'abril de 2016 en commemoració del dia de la proclamació de la República Catalana. Paral·lelament, els jardins de la plaça, que duien el nom de la Segona República, es van passar a dir de Llucmajor per a conservar la referència a aquesta població mallorquina al nomenclàtor barceloní. També per això, l'estació de metro de Llucmajor situada en aquesta plaça, no va haver de canviar de nom. En aquests jardins de Llucmajor també hi ha una placa commemorativa amb la inscripció En homenatge a tots els lluitadors i lluitadores de la República a Nou Barris.
Entre 1931 i 1939, període corresponent a la Segona República Espanyola, la plaça de Sant Jaume va tenir el nom de plaça de la República.